# Санта Маргерита ди Пула (Каљари)
Санта Маргерита ди Пула је насеље у Италији у округу Каљари, региону Сардинија.
Према процени из 2011. у насељу је живело 102 становника. Насеље се налази на надморској висини од 20 м.